# Вишняково (село, Раменский район)
Вишняко́во — село в Раменском муниципальном районе Московской области. Входит в состав сельского поселения Константиновское.

## Название
В середине XIV века упоминается как село Вышневьское, в 1627 году — Вешневское, с XVIII века — Вишняково. Кроме того, употреблялось название Рожествино по церкви Рождества Христова, расположенной в селе. Название связано с некалендарным личным именем Вышня, либо с термином вышня — «возвышенность».

## География
Село Вишняково расположено в западной части Раменского района, примерно в 21 км к юго-западу от города Раменское. Высота над уровнем моря 157 м. В 2 км к югу от села протекает река Нищенка. Ближайший населённый пункт — деревня Сельвачево.

## История
В 1926 году село являлось центром Вишняковского сельсовета Рождественской волости Бронницкого уезда Московской губернии.
С 1929 года — населённый пункт в составе Бронницкого района Коломенского округа Московской области. 3 июня 1959 года Бронницкий район был упразднён, село передано в Люберецкий район. С 1960 года в составе Раменского района.
До муниципальной реформы 2006 года село входило в состав Константиновского сельского округа Раменского района.

## Население
| 1926 | 2002 | 2010 |
| ---- | ---- | ---- |
| 177  | ↘24  | ↘16  |

В 1926 году в селе проживало 177 человек (74 мужчины, 103 женщины), насчитывалось 37 хозяйств, из которых 36 было крестьянских.
В 2020 году в селе проживает 256 человек.

## Известные уроженцы, жители
- Майоров, Александр Андреевич (1915—1994)  — советский учёный в области технологии получения урана

## Инфраструктура
Личное подсобное хозяйство с зоной сельскохозяйственного использования, индивидуальная застройка усадебного типа.

## Транспорт
Автобусное сообщение.